# وابالنینکاس
وابالنینکاس (به لاتین: Vabalninkas) در لیتوانی با جمعیت ۱٬۲۲۵ نفر است که در اوکشتایتیا واقع شده‌است.